# Bouton d'or (couleur)

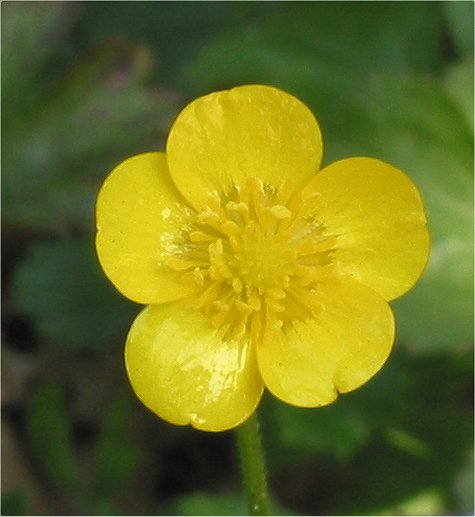
Bouton d'or (Ranunculus repens).

Bouton d'or est un nom de couleur en usage dans les domaines de la mode, de la décoration, de la papeterie. Il désigne une nuance de jaune tirant sur l'orangé en référence au bouton d'or, nom populaire de la fleur renoncule.
Dans les nuanciers commerciaux actuels, on trouve, en peinture pour la décoration bouton d'or ; en encres et peintures pour les arts graphiques 153 bouton d'or ; en papier coloré 400 bouton d'or, bouton d'or ; en fil à broder
725 jaune bouton d'or. La Régie autonome des transports parisiens (RATP) utilise également le nom Bouton d'Or pour des lignes de transports en commun.

## Histoire
Au XIXe siècle, Michel-Eugène Chevreul a entrepris de classer et de situer les couleurs les unes par rapport aux autres et par rapport aux raies de Fraunhofer. « Bouton d'or » figure dans sa liste des « noms de couleur le plus fréquemment usités dans la conversation et dans les livres », avec les cotes 4 orangé-jaune 9 ton (type), 3 orangé-jaune 7 ton (couleur sur soie de Guinon) et 3 orangé-jaune 6 ton quand il s'agit d'étoffes de laine. 4 orangé-jaune est aussi une des couleurs du citron fruit (qui n'est pas pour Chevreul celle du jaune citron de teinture). À titre de comparaison, la couleur bouton d'or en peinture pour la décoration d'un nuancier actuel serait cotée 2 jaune 4 ton. Les colorants synthétiques développés peu après les mesures de Chevreul ont permis des couleurs beaucoup plus vives.
Cependant, en 1969, une couleur bouton d'or en peinture automobile pouvait être assez brune.